# Procès du 7 avril
Le procès du 7 avril,, désigne l'ensemble des procès en Italie de 70 accusés, membres du mouvement Autonomia Operaia, interpellés le 7 avril 1979.

## Les faits
Les principaux inculpés sont : Toni Negri, Emilio Vesce, Oreste Scalzone, Lanfranco Pace, Franco Piperno. L'enquête fleuve par le juge de Padoue, Pietro Calogero, contre le mouvement va mener de proche en proche à plus de 25 000 arrestations.
Parmi les chefs d'inculpation figurent l'insurrection armée contre les pouvoirs de l’État, l'association subversive, bande armée, séquestrations et  participation à des meurtres comme celui d'Aldo Moro.
L'accusation repose sur une prétendue super organisation occulte « l'Autonomie ouvrière » (organisée) bras politique d'une organisation dotée de « dirigeants » qui auraient planifié et participé  à tout ce que le mouvement italien des années 1970 a pu contenir de luttes et d'actions radicales dont celles de lutte armée, Brigades rouges comprises, ces dernières constituant le bras armé de cette même organisation unique. Après une première tentative de leur faire porter et particulièrement à Negri, le chapeau de la responsabilité de l'enlèvement et de la mort d'Aldo Moro, la magistrature changera de stratégie (non-lieu en 1982) et décida de les inculper en tant que « mauvais maîtres » parce qu'ils auraient « armé les esprits » d'un mouvement dont la classe politique italienne, et surtout le PCI (Parti Communiste Italien), refusaient l'existence en tant que gauche extra-parlementaire.
La base légale du juge Pietro Calogero pour le coup de filet fut l’article 284 du Code pénal italien lui permettant d'accuser les interpellés « pour avoir encouragé une insurrection armée contre les pouvoirs de l’État et commis des faits destinés à provoquer une guerre civile sur le territoire de cet État ».

### Articles
- Guillaume Origoni, Les Autonomes italiens, la lutte armée et le terrorisme, Temps présents, 21 juillet 2014[7].